# ۵ سانتی‌متر (فیلم)
«۵ سانتی‌متر» (انگلیسی: 5 cm (film)) یک فیلم است که در سال ۲۰۱۲ منتشر شد.